# Symplegma stuhlmanni
Symplegma stuhlmanni är en sjöpungsart som först beskrevs av Wilhelm Michaelsen 1904.  Symplegma stuhlmanni ingår i släktet Symplegma och familjen Styelidae. Inga underarter finns listade i Catalogue of Life.